# فرودگاه پلخانوف
فرودگاه پلخانوف (به روسی: Аэропорт Плеханово) فرودگاهی عمومی واقع در استان تیومن در کشور روسیه است.